# Grand Funk
| Recensione                        | Giudizio        |
| --------------------------------- | --------------- |
| AllMusic                          | [ 3 ]           |
| Robert Christgau                  | C               |
| The New Rolling Stone Album Guide | [ 5 ]           |
| Sputnikmusic                      | 4.1 (Excellent) |
| Storia della musica               | [ 7 ]           |
| Dizionario del Pop-Rock           | [ 8 ]           |
| 24.000 dischi                     | [ 9 ]           |

Grand Funk è il secondo album discografico del gruppo musicale rock statunitense Grand Funk Railroad, pubblicato dalla casa discografica Capitol Records nel dicembre del 1969.

## Tracce

### LP
Lato A
1. Got This Thing on the Move – 4:35 (Mark Farner) – Registrato il 20 Ottobre 1969
2. Please Don't Worry – 4:16 (Don Brewer, Mark Farner) – Registrato il 21 Ottobre 1969
3. High Falootin' Woman – 2:58 (Mark Farner) – Registrato il 20 Ottobre 1969
4. Mr. Limousine Driver – 4:25 (Mark Farner) – Registrato il 10 Ottobre 1969
5. In Need – 7:53 (Mark Farner) – Registrato il 20 Ottobre 1969

Lato B
1. Winter and My Soul – 6:35 (Mark Farner) – Registrato il 21 Ottobre 1969
2. Paranoid – 7:35 (Mark Farner) – Registrato il 21 Ottobre 1969
3. Inside Looking Out – 9:29 (John Avery Lomax, Alan Lomax, Eric Burdon, Bryan Chas Chandler) – Registrato il 21 Ottobre 1969

### CD
Edizione CD del 2002, pubblicato dalla Capitol Records (72435-39381-2-3)
1. Got This Thing on the Move – 4:40 (Mark Farner)
2. Please Don't Worry – 4:21 (Don Brewer, Mark Farner)
3. High Falootin' Woman – 3:02 (Mark Farner)
4. Mr. Limousine Driver – 4:27 (Mark Farner)
5. In Need – 7:55 (Mark Farner)
6. Winter and My Soul – 6:40 (Mark Farner)
7. Paranoid – 7:52 (Mark Farner)
8. Inside Looking Out – 9:42 (John Avery Lomax, Alan Lomax, Eric Burdon, Bryan Chas Chandler)
9. Nothing Is the Same – 5:39 (Mark Farner) – Bonus track - Demo, registrato il 20 Ottobre 1969
10. Mr. Limousine Driver – 5:29 (Mark Farner) – Bonus track - Extended Version, 2002 Remix

## Formazione
- Mark Farner - chitarra, piano, armonica, voce
- Mel Schacher - basso
- Don Brewer - batteria, voce

Note aggiuntive
- Terry Knight - produttore discografico (A Good Knight Production)
- Registrazioni effettuate il 10, 20 e 21 ottobre 1969 al Cleveland Recorded Company Studios di Cleveland, Ohio (Stati Uniti)
- Kenneth Hamann - ingegnere delle registrazioni
- Silvia Gmür - concept copertina album originale[11][12]

## Classifica
Album
| Anno | Classifica    | Posizione raggiunta |
| ---- | ------------- | ------------------- |
| 1970 | Billboard 200 | 11                  |

Singoli
| Anno | Titolo del brano     | Classifica        | Posizione raggiunta |
| ---- | -------------------- | ----------------- | ------------------- |
| 1969 | Mr. Limousine Driver | Billboard Hot 100 | 97                  |